# دراسة في طبيعة المجتمع العراقي
دراسة في طبيعة المجتمع العراقي وهو كتاب للباحث الاجتماعي العراقي الدكتور علي الوردي، صدرت الطبعة الأولى منه في سنة 1965م. يدور الكتاب حول إطار البحث الاجتماعي وفهم طبيعة المجتمع العراقي بشكل عام وخاصة في المنطقتين الوسطى والجنوبية باستثناء المنطقة الكردية الواقعة إلى الشمال من العراق في إقليم كردستان .

## فصول الكتاب
1. صراع البداوة و ألحضارة
2. ماهي ألبداوة
3. ألبداوة و نزعة ألحرب
4. أعماق ألثقافة البدوية
5. العراق في العهد ألعثماني
6. ألصراع ألثقافي في العراق
7. ألحرب الدائمة في العراق
8. تكوين ألشخصية في الريف
9. مظاهر التدين في العراق
10. الوضع الاجتماعي في المدن
11. ازدواج الشخصية في المدن
12. التفسخ الخلقي في المدن
13. طبيعة المرحلة ألراهنة
14. خاتمة الكتاب